# Walt Bellamy
Walter Jones "Walt" Bellamy Jr (New Bern (Carolina do Norte), 24 de julho de 1937 - College Park (Geórgia), 2 de novembro de 2013) foi um basquetebolista profissional estadunidense. Participou da Seleção Estadunidense que conquistou a Medalha de ouro disputada nos XVII Jogos Olímpicos de Verão de 1960 realizados Roma. Em 1993 entrou para o Naismith Memorial Basketball Hall of Fame, sendo que jogou na NBA entre 1962-1975. Entrou na Liga pelo Draft de 1961, sendo a primeira escolha, e na Temporada da NBA 1961-1962 foi escolhido o novato do ano.

## Biografia

### Colegial
Bellamy jogou na NCAA pela Indiana Hoosiers entre 1959 e 1961 com total de 70 jogos, 1087 rebotes e 1441 pontos.

### Seleção Estadunidense
Bellamy foi o pivô da Seleção Estadunidense nos Jogos Olímpicos de 1960 em Roma onde em 8 partidas anotou 65 pontos ajudando os Estados Unidos conquistou o ponto mais alto do pódio.